# Gelasimus jocelynae
Gelasimus jocelynae is een krabbensoort uit de familie van de Ocypodidae. De wetenschappelijke naam van de soort werd in 2010 gepubliceerd door Shih, Naruse & Ng.